# Erythrura cyaneovirens
Erythrura cyaneovirens là một loài chim trong họ Estrildidae.